# MYRRHA
 (décembre 2021).
Si vous disposez d'ouvrages ou d'articles de référence ou si vous connaissez des sites web de qualité traitant du thème abordé ici, merci de compléter l'article en donnant les références utiles à sa vérifiabilité et en les liant à la section « Notes et références ».
 (août 2024).
- Si vous ne connaissez pas le sujet, laissez ce bandeau (vous pouvez alors contacter les auteurs).
- Si vous supprimez le contenu mis en cause (vous pouvez préalablement contacter les auteurs),

argumentez précisément cette suppression dans la page de discussion
(un manque de référence n'est pas un argument ; une recherche réelle de référence doit avoir été effectuée, être formellement documentée).
Pour les articles homonymes, voir Myrrha (homonymie).
Le projet MYRRHA (pour Multi-purpose hybrid research reactor for high-tech applications, soit « Réacteur de recherche multifonctionnel hybride pour applications de hautes technologies ») est une infrastructure belge de recherche polyvalente et le premier réacteur nucléaire de recherche au monde piloté par un accélérateur de particules. Le SCK CEN travaille à la conception et à la construction d'une installation de recherche multifonctionnelle.

La cuve du réacteur et les composants internes.

## Projet
MYRRHA (Multi-purpose hYbrid Research Reactor for High-tech Applications) est le premier réacteur nucléaire de recherche piloté par un accélérateur de particules (« Accelerator Driven System - ADS ») à grande échelle au monde, dans lequel un réacteur nucléaire sous-critique est piloté par un puissant accélérateur linéaire de particules. En raison de la concentration sous-critique de la matière fissile, la réaction nucléaire ne peut être maintenue en état que par l'accélérateur, c'est-à-dire que lorsque le faisceau de protons est éteint, la réaction nucléaire s'arrête instantanément et en toute sécurité.
MYRRHA se compose de quatre composants importants :
- l'accélérateur linéaire de particules (linac) ;
- le réacteur refroidi par un eutectique plomb-bismuth ;
- l'installation cible Proton (Proton Target Facility) ;
- la station cible Fusion (Fusion Target Station).

### Accélérateur linéaire de particules (Linac)
L’accélérateur linéaire de particules (Linac) de 400 m de long doit envoyer des protons vers le réacteur avec une énergie de 600 MeV. La technologie Linac a été sélectionnée car elle offre une meilleure stabilité du faisceau de protons, comparée aux cyclotrons.
Le fait que la fiabilité du faisceau de protons est une caractéristique essentielle de MYRRHA se reflète dans la conception du Linac. Des injecteurs redondants jusqu’à 17 MeV assurent une redondance parallèle. La partie suivante de l'accélérateur jusqu'à 600 MeV représente un choix classique : elle se compose de modules de radiofréquence supraconducteurs qui fonctionnent de manière optimale à haute puissance.
Au bout de l'accélérateur, le faisceau de protons de 4 mA est introduit dans le réacteur, ce qui crée un flux de neutrons rapides par une réaction de spallation. Une partie du faisceau de protons peut être envoyée simultanément à l'installation cible de protons (Proton Target Facility) et à la station cible de fusion (Fusion Target Station).
L'injecteur est en cours de construction et de test au Centre de ressources du cyclotron (CRC) de l'UCLouvain à Louvain-la-Neuve. Le Linac sera installé sur le site du SCK CEN à Mol.

### Réacteur refroidi par un eutectique plomb-bismuth
Le réacteur nucléaire MYRRHA est unique à plusieurs égards. De type piscine, il est refroidi par 7 800 t d'eutectique plomb-bismuth (LBE). Tous les systèmes primaires sont situés dans une cuve à double paroi de 16 m de haut et 10 m de diamètre.
Le LBE est un choix délibéré comme liquide de refroidissement et source de spallation pour le réacteur MYRRHA :
- large plage de températures : le LBE a un point de fusion relativement bas (125 °C) comparé aux composants individuels (plomb 327 °C, bismuth 271 °C). Le LBE ne bout qu'à 1 670 °C et est un excellent conducteur de chaleur. Cela permet au réacteur de fonctionner à la pression atmosphérique normale ;
- radioprotection : le LBE est un excellent bouclier qui bloque les rayons gamma ;
- pratiquement transparent pour les neutrons : le LBE est un excellent environnement en tant que source de spallation dans le réacteur, où le faisceau de protons du linac est transformé en neutrons nécessaires pour maintenir la réaction nucléaire ;
- composition du combustible : le LBE permet, outre l'uranium 235 et 238, d'utiliser d'autres combustibles tels que les oxydes mixtes (MOX). Des simulations ont également démontré qu'un réacteur piloté par un linac et refroidi par du LBE peut contenir jusqu'à 30 % d'actinides mineurs comme combustible, tels que le neptunium, l'américium et le curium ;
- les réacteurs au LBE utilisent beaucoup moins de combustible nucléaire et produisent beaucoup moins de déchets nucléaires ;
- la configuration standard de MYRRHA prévoit un fonctionnement sous-critique : le réacteur ne contient pas suffisamment de matière fissile pour maintenir la réaction nucléaire. Pour des raisons de sécurité, la conception du réacteur exploite un refroidissement passif : en cas de panne soudaine du réacteur due à une coupure d’électricité ou à l'arrêt du linac, le réacteur est refroidi par une circulation naturelle du LBE.

MYRRHA aura une capacité maximale de 100 MWth.

### Installation cible Proton (Proton Target Facility)
La Proton Target Facility (PTF) est une infrastructure de recherche polyvalente qui utilisera jusqu'à 0,5 mA du faisceau de protons à 100 MeV. La PTF assure la production de radio-isotopes et permet des recherches dans divers domaines.
La station d'irradiation ISOL (Isotope Separation On-Line) est le cœur de la PTF : une large gamme de radio-isotopes y est produite par la réaction nucléaire du faisceau de protons avec les matériaux « cibles » primaires. Ces matériaux peuvent être de nature céramique et peuvent contenir de l'uranium, du thorium ou du tantale. Les radio-isotopes produits par ISOL sont extraits de la station d'irradiation par un processus délicat et technologiquement avancé, impliquant des lasers, des dispositifs électrostatiques (quadripôles et électrodes) et des dipôles magnétiques ajustés avec précision. Finalement, un radio-isotope spécifique de haute pureté est transféré au laboratoire pour un traitement ultérieur. Ce traitement des radio-isotopes peut comprendre la récolte d'isotopes médicaux sur un film ou le confinement dans des « bouteilles » électromagnétiques dans lesquelles leur désintégration radioactive peut être observée.
L'ensemble du laboratoire PTF autour du « conteneur cible » principal comprend :
- une installation où les cibles principales utilisées peuvent être manipulées et stockées temporairement ;
- une salle de séparation de masse ;
- un laboratoire de radiochimie ;
- un laboratoire où des expériences de recherche fondamentale peuvent être menées.

La PTF sera disponible pour les groupes de recherche nationaux et internationaux.

### Station cible Fusion (Fusion Target Station)
La Fusion Target Station (FTS) est une infrastructure de recherche flexible qui se concentre sur la fusion nucléaire. Elle est conçue pour fonctionner avec un faisceau de protons de 4 mA et 100 MeV. La FTS consiste en un volume d'eau liquide qui est séparé du vide à travers une mince fenêtre métallique. En ajustant la position dans le réservoir d'eau, l'énergie du faisceau de protons peut être adaptée aux conditions d'irradiation qui sont nécessaires afin d’examiner les matériaux pour les applications de fusion. La conception permet également l'utilisation d'une source de spallation refroidie par eau, qui peut générer un champ de rayonnement hybride de protons et de neutrons. Dans le réservoir d'eau, les utilisateurs de la FTS peuvent concevoir des expériences d'irradiation supplémentaires dans une enveloppe de sécurité prédéfinie.
La FTS sera utilisée pour analyser les dommages accumulés pendant l'irradiation et pour tester in situ des matériaux qui sont exposés tant à des contraintes mécaniques qu’à l'irradiation. Les échantillons irradiés sont transférés vers des « cellules chaudes » au SCK CEN ou ailleurs, où ils peuvent être étudiés. L'objectif opérationnel de la FTS consistera donc à tester des matériaux innovants, à évaluer l'effet modérateur du fluage lors de l'irradiation et à valider les dispositifs de diagnostic.
La FTS comprendra :
- un module d'irradiation ;
- un module d'instrumentation ;
- une « cellule chaude » pour le chargement et le transport d'échantillons ;
- un laboratoire de test dédié dans les « cellules chaudes » de l’Institut Nuclear Material Science.

Des projets de recherche nationaux et internationaux peuvent utiliser la FTS. La Fusion Target Station sera étroitement liée aux activités européennes de recherche sur la fusion (consortium EFDA/EUROfusion).

## Étapes de construction
MYRRHA sera construit en trois phases.

### Phase 1: conception et construction de la première partie du linac (jusqu'à 100 MeV), de laProton Target Facilityet de laFusion Target Station
Cette phase doit confirmer la fiabilité opérationnelle du linac, qui sera ensuite nécessaire pour alimenter le réacteur avec un faisceau de protons (600 MeV). De plus, cette phase comprend la construction d’une Proton Target Facility (« Installation cible de protons ») pour la production de radio-isotopes médicaux, pour la recherche — fondamentale et appliquée — dans le domaine de la physique et pour la recherche sur les matériaux. Cette phase comprend également la construction de la Fusion Target Station (« station cible de fusion »), destinée à la recherche des matériaux pour la fusion nucléaire. Finalement, cette phase inclut la recherche et le développement de l'extension de l'accélérateur à 600 MeV et du réacteur sous-critique, ainsi que la licence préalable. La phase 1 se terminera en 2026. 
Le coût de la phase 1 est estimé à 300 millions d'euros.

### Phase 2: extension du Linac de 100 MeV à 600 MeV
Cette extension est nécessaire pour alimenter le réacteur. À l'issue de cette phase, l'accélérateur aura une longueur d'environ 400 m. La réception de la phase 2 est prévue pour 2033.

### Phase 3: construction du réacteur
Tous les systèmes primaires sont logés dans un réacteur de type piscine à double paroi qui fonctionnera sous une pression atmosphérique normale. Le réacteur sous-critique sera alimenté par des neutrons générés par la source de spallation à partir du faisceau de protons du linac. Ce réacteur rapide est refroidi par un eutectique plomb-bismuth et aura une capacité thermique maximale de 100 MW. Le réacteur sera opérationnel en 2036.

## Objectifs
Le project MYRRHA vise à développer quatre applications.

### Moins de déchets nucléaires (radiotoxiques)
L'énergie nucléaire produit beaucoup de déchets radioactifs, dont certains ne peuvent atteindre un niveau de rayonnement supportable pour l'environnement qu'au bout de centaines de milliers d'années. Avec MYRRHA, le SCK CEN  étudie le processus de transmutation qui pourrait permettre de convertir les substances radioactives à longue durée de vie en substances moins toxiques à courte durée de vie. Grâce à la transmutation, le volume des déchets finaux serait réduit d'un facteur 100 et le niveau de rayonnement naturel serait déjà atteint après 300 ans (au lieu de 300 000 ans). En ce sens, le réacteur offre la possibilité d'optimiser le stockage géologique.

### Production de radio-isotopes médicaux
En 2018, environ 18,1 millions de personnes ont été diagnostiquées d’un cancer et 9,6 millions de patients sont décédés de la maladie. On s'attend à ce que ces chiffres augmentent et la demande de radio-isotopes augmentera en conséquence. Pour répondre à cette demande croissante, MYRRHA sera chargé de la production de radio-isotopes théranostiques (pour la recherche diagnostique et le traitement thérapeutique). L'installation doit aussi servir au développement de nouveaux radio-isotopes thérapeutiques, qui ciblent plus efficacement les cellules cancéreuses et réduisent ainsi les effets secondaires pour les patients. L'accélérateur produira des radio-isotopes à des fins médicales à partir de 2027.

### Nouveaux concepts de réacteurs
L'essai des matériaux est essentiel pour garantir et améliorer la sûreté des centrales nucléaires. MYRRHA offre la possibilité de tester tant les matières fissibles et les matériaux connus que d'en étudier de nouveaux qui seront utilisés dans les réacteurs à fusion nucléaire. Comparé aux réacteurs de recherche actuels, MYRRHA atteint — grâce à ses neutrons rapides — des conditions d'irradiation plus proches de celles d'un réacteur à fusion.

### Recherche fondamentale
L'infrastructure de recherche ouvre la voie à des technologies et applications prometteuses, mais est également un pôle pour la recherche fondamentale dans diverses disciplines scientifiques telles que la physique nucléaire, la physique atomique, les interactions fondamentales, la physique du solide et la médecine nucléaire.

## Budget et financement
Le 7 septembre 2018, le gouvernement fédéral belge décide que le projet MYRRHA sera construit sur le site du SCK CEN à Mol. Sur la base d'un budget total du projet de 1,6 milliard d’euros, la Belgique alloue 558 millions d’euros pour la mise en œuvre en plusieurs phases.
En outre, il annonce la création d'une association internationale sans but lucratif qui sera mise en place pour accueillir les investissements de nouveaux pays partenaires. Étant donné que MYRRHA fait partie de l'ESFRI (European Strategic Forum for Research Infrastructure) et du SET (European Strategic Energy Technologies), tous deux de l’Union européenne, le projet est candidat au financement de la Banque européenne d'investissement (BEI).